# Al Hudaydah
Al Hudaydah (tiếng Ả Rập: الْحُدَيْدَة, đã Latinh hoá: al-ḥudayda), còn được viết là Hodeda, Hodeida, Hudaida hoặc Hodeidah, là thành phố lớn thứ tư Yemen và thành phố cảng chính của nước này tại biển Đỏ. Đây là thủ phủ tỉnh Al Hudaydah. Tính tới 2004, dân số của thành phố là 402.560

## Lịch sử

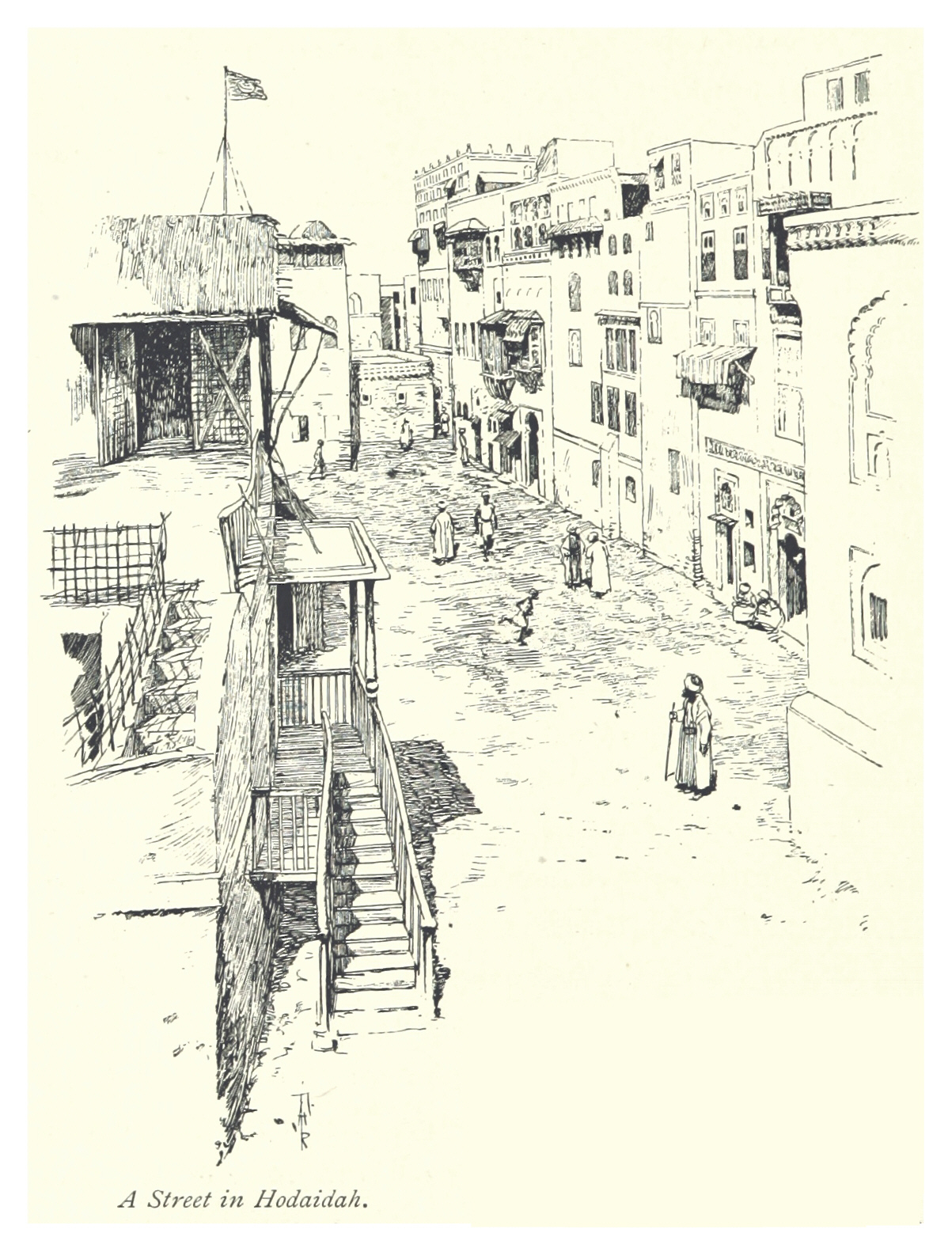
Con phố ở Hodaidah năm 1893.

Trong sách sử đạo Hồi, cái tên Al-Hudaydah lần đầu được nhắc tới vào năm 1454/55 và thành phố bắt đầu nổi tiếng và quan trọng trong thập niên 1520 khi người Ottoman chiếm được vùng Tihāmah của Yemen. Nhà văn Mã Lai Abdullah bin Abdul Kadir đã đến thăm Al Hudaydah trong cuộc hành hương của mình đến thánh địa Mecca năm 1854, và mô tả thành phố trong ghi chép của ông, nói đến là phong tục nhai lá khát phổ biến trong thành phố vào thời điểm này.
Năm 1914 trong Chiến tranh thế giới thứ nhất, quân Đức do Freiherr Othmar von Stotzingen chỉ huy đã thành lập "Stotzingen-Mission", một đài phát thanh không dây tại Al Hudaydah. Cơ sở này được sử dụng trong cuộc nổi dậy Ả Rập để truyền thông chuyển tiếp từ Constantinopolis tới Đông Phi thuộc Đức cũng như phát sóng các tin tức tuyên truyền đến Sudan, Somaliland và Abyssinia.
Thành phố đã nhanh chóng bị chiếm đóng bởi lực lượng Ả Rập Xê Út trong chiến tranh Ả Rập Xê Út-Yemen 1934.
Sau khi một đám cháy lớn gây thiệt hại nặng vào tháng 1 năm 1961 phá hủy phần lớn thành phố, nơi đây được xây dựng lại, đặc biệt là các cơ sở vật chất tại cảng, với sự trợ giúp của Liên Xô. Một đường cao tốc đến thủ đô Sana'a được hoàn thành vào năm 1961. Al Hudaydah cũng là một căn cứ hải quân Liên Xô trong thập niên 1970 và 1980.
Thành phố có một số lượng lớn các di tích lịch sử, đặc biệt là ở Zabid, được coi là một trong những thị trấn Hồi giáo quan trọng nhất trên thế giới. Thành phố này không lớn nhưng nó có hơn 100 nhà thờ Hồi giáo cũ. Thành phố từng có một trường đại học từ thời nhà thờ al-Azhar mới thành lập.

## Kinh tế
Nằm bên biển Đỏ, đây là một thành phố cảng quan trọng, xuất khẩu cà phê, bông, chà là, và da động vật. Nó được phát triển thành một cảng biển vào giữa thế kỷ 19 bởi người Thổ Nhĩ Kỳ Ottoman. Tính tới tháng 6 năm 2018, ba phần tư hàng hóa thương mại và nhân đạo tới Yemen pải thông qua cảng Hudaydah. Cảng đóng vai trò điểm tiếp nhận viện trợ nhân đạo của Yemen và khoảng 70% hàng nhập khẩu.
Vào khoảng năm 1920, người Anh nhận xét cảng Hudaydah là một "cảng nghèo nàn." Với hai lối vào, cảng chỉ có thể cung cấp kho chứa và chỗ neo đậu thích hợp cho các tàu thuyền nhỏ, trong khi tàu thuyến lớn phải neo cách cảng 3,2 km. Vào năm 1908, một cầu tàu mới được xây dựng nhưng gặp vấn đều về độ sâu, vì vậy hầu hết hàng nhập khẩu phải bỏ trên bãi biển thay vì được vận chuyển trên bến. Than cũng có sẵn để cung cấp cho các tàu ghé thăm. Một bến cảng mới được người Ottoman xây dựng cách thị trấn 16 km về phía tây bắc của thị trấn, với một tuyến đường sắt nhỏ nối cảng với Al Hudaydah, và nối tới tuyến đường sắt Sana-Hodeida. Một công ty Pháp đứng ra xây dựng hệ thống đường ray, tuy nhiên bị cản trở bởi Chiến tranh Ý-Thổ Nhĩ Kỳ. Tính tới 1909, có lượng hàng nhập vào ít hơn cảng tại Jeddah. Cùng năm đó, có 172 tàu hơi nước cập bến cảng. Đa số hàng hóa là từ Anh, sau đó là Ý, Nga và Đức. Hàng nhập khẩu từ Đức gia tăng từ năm 1905 tới 1909, trong khi tàu thuyền của Anh thưa thớt dần. Mặc dù không có một bến cảng chất lượng tốt, thị trấn được coi là trung tâm đóng loại thuyền buồm dhow.
Vào cuối thế kỷ 19, Al Hudaydah là nơi xuất khẩu cà phê chủ yếu, tuy nhiên mất vị thế đó vào tay Aden trong thời kỳ đầu thế kỷ 20 do Aden có các tuyến cố định và đảm bảo hơn. Al Hudaydah phải vận chuyển hàng hóa của họ qua các cảng của Yemen và Ấn Độ vì lý do an ninh, điều khiến việc xuất khẩu đi Anh Quốc trở nên khó khăn hơn. Vào giai đoạn này các hàng hóa nhập khẩu quan trọng là ngũ cốc và gạo từ Ấn Độ, vải từ Manchester, Anh và Hoa Kỳ, sắt thép từ Đức, hàng tiêu dùng từ Ý và Áo. Tính tới 1920, mặt hàng xuất khẩu là đất sét fuller, da động vật và cà phê. Cà phê sản xuất ở Al Hudaydah là loại cà phê số một tại khu vực này.

## Nội chiến Yemen
Vào tháng 6 năm 2018, các lực lượng ủng hộ tổng thống Hadi với sự hậu thuẫn từ Các Tiểu vương quốc Ả Rập Thống nhất và Ả Rập Xê Út tiến đánh cảng Al Hudaydah, trong một nỗ lực đánh bật quân Houthi. Do nguy cơ khủng hoảng nhân đạo gia tăng, Liên Hợp Quốc cố gắng dàn xếp một thỏa thuận với quân Houthis trong đó trao quyền kiểm soát cảng cho Liên Hợp Quốc. Đến ngày 13 tháng 12 năm 2018, tổng thư ký Liên Hợp Quốc António Guterres thông báo hai bên đã đạt được thỏa thuận ngừng bắn.

## Khí hậu
Al Hudaydah có khí hậu hoang mạc nóng (phân loại khí hậu Köppen: BWh).
| Dữ liệu khí hậu của Al Hudaydah         | Dữ liệu khí hậu của Al Hudaydah | Dữ liệu khí hậu của Al Hudaydah | Dữ liệu khí hậu của Al Hudaydah | Dữ liệu khí hậu của Al Hudaydah | Dữ liệu khí hậu của Al Hudaydah | Dữ liệu khí hậu của Al Hudaydah | Dữ liệu khí hậu của Al Hudaydah | Dữ liệu khí hậu của Al Hudaydah | Dữ liệu khí hậu của Al Hudaydah | Dữ liệu khí hậu của Al Hudaydah | Dữ liệu khí hậu của Al Hudaydah | Dữ liệu khí hậu của Al Hudaydah | Dữ liệu khí hậu của Al Hudaydah |
| Tháng                                   | 1                               | 2                               | 3                               | 4                               | 5                               | 6                               | 7                               | 8                               | 9                               | 10                              | 11                              | 12                              | Năm                             |
| --------------------------------------- | ------------------------------- | ------------------------------- | ------------------------------- | ------------------------------- | ------------------------------- | ------------------------------- | ------------------------------- | ------------------------------- | ------------------------------- | ------------------------------- | ------------------------------- | ------------------------------- | ------------------------------- |
| Trung bình ngày tối đa °C (°F)          | 29.9 (85.8)                     | 30.6 (87.1)                     | 31.9 (89.4)                     | 34.5 (94.1)                     | 36.5 (97.7)                     | 37.7 (99.9)                     | 38.3 (100.9)                    | 38.1 (100.6)                    | 36.8 (98.2)                     | 34.8 (94.6)                     | 32.1 (89.8)                     | 30.5 (86.9)                     | 34.3 (93.8)                     |
| Trung bình ngày °C (°F)                 | 25.3 (77.5)                     | 25.9 (78.6)                     | 27.2 (81.0)                     | 29.5 (85.1)                     | 31.6 (88.9)                     | 32.9 (91.2)                     | 33.5 (92.3)                     | 33.2 (91.8)                     | 31.9 (89.4)                     | 30.0 (86.0)                     | 27.4 (81.3)                     | 25.6 (78.1)                     | 29.5 (85.1)                     |
| Tối thiểu trung bình ngày °C (°F)       | 20.7 (69.3)                     | 21.2 (70.2)                     | 22.5 (72.5)                     | 24.6 (76.3)                     | 26.7 (80.1)                     | 28.1 (82.6)                     | 28.7 (83.7)                     | 28.4 (83.1)                     | 27.1 (80.8)                     | 25.2 (77.4)                     | 22.8 (73.0)                     | 20.8 (69.4)                     | 24.7 (76.5)                     |
| Lượng Giáng thủy trung bình mm (inches) | 5 (0.2)                         | 5 (0.2)                         | 4 (0.2)                         | 2 (0.1)                         | 6 (0.2)                         | 1 (0.0)                         | 4 (0.2)                         | 13 (0.5)                        | 12 (0.5)                        | 7 (0.3)                         | 4 (0.2)                         | 4 (0.2)                         | 67 (2.8)                        |
| Nguồn: Climate-Data.org                 |                                 |                                 |                                 |                                 |                                 |                                 |                                 |                                 |                                 |                                 |                                 |                                 |                                 |